# 許波多神社
許波多神社（こはたじんじゃ）は、京都府宇治市にある神社である。式内社（名神大社）「許波多神社」の比定社である。宇治市内には許波多神社という名前の神社が木幡と五ヶ庄の隣接する2つの地区にあり、それぞれに社伝を伝える。旧社格はどちらも郷社。旧称柳大明神。
延喜式神名帳では名神大社に列する。大海人皇子（後の天武天皇）や坂上田村麻呂が戦勝を祈願したと伝えられ、勝運を授かる神社として信仰されている。どちらの許波多神社も天忍穂耳命が祭神である。式内社で天忍穂耳命を祭神とする神社は許波多神社だけであることから、鎌倉時代の『釈日本紀』には「許波多神社に座す神は宗廟の神として、他と異にして尊崇すべきである」と記されている。永禄12年（1569年）には最高位の正一位の神階を受けた。戦後、どちらも神社本庁に加盟せず神社本教に加盟している。
戦国時代、戦火により社殿のほとんどを焼失し、古伝も失われた。

## 五ヶ庄の許波多神社
天忍穂耳命のほか瓊々杵尊、神日本磐余彦尊（神武天皇）を祀る。
社伝では、大化元年（645年）、蘇我倉山田石川麻呂の奏上により、孝徳天皇が中臣鎌足に命じて、皇祖を祀る神殿を山背国菟道郡許畑（やましろのくにうじぐんこはた）、柳山（やなぎやま）に造営させたのに始まると伝えられる。柳山の地に社殿があったことから、後に「柳大明神」と呼ばれるようになり、江戸時代までは「柳神社」を正式の社名としていた。明治時代、陸軍宇治火薬製造所（現 陸上自衛隊宇治駐屯地）の建設のため社地全体が官有地として召し上げられ、当社は御旅所であった現在地に遷座し、その際に社名を旧称の許波多神社に改称した。
平安時代後期の作とされる男女一対（馬頭天王・弁財天）の神像が伝わるが、これは附属の寺で祀られていたものである。本殿には、鎌倉時代の作とされる天忍穂耳命の神像が祀られている。
かつて、社殿より続く東西2町の馬場道で競馬（くらべうま）の神事が行われていたと考えられ、「競馬発祥の神社」とされている。社宝として今に残る平安時代の鐙（あぶみ）は重要文化財に指定されている。ほかにも、馬頭天王の神像があることから、「馬の神社」として競馬ファンや競馬関係者の信仰を集めている。

### 遷座前の許波多神社
遷座前の許波多神社は、創建の地であった柳山（現在の宇治市黄檗公園辺り）にあり、そこから西に延びる道は許波多神社の参道であった。黄檗公園からその道を西に進みＪＲと京阪の踏切を越えたところに、かつて神社の一ノ鳥居があったが、明治時代の遷座の際に鳥居の上部が外され、今は下部の沓石（くついし）だけが残されている。その残された石は「京大のモアイ」とも呼ばれ、柳山に鎮座していた往時の許波多神社をしのばせる遺構となっている。また、遷座前に本殿があったとされる黄檗公園の体育館前には、現在、本殿の基壇が復元されるとともに柳が植えられている。

### 文化財
重要文化財
- 本殿（三間社流造、室町時代）
- 鉄宝相華孔雀銅象嵌半舌鐙（てつ ほうそうげくじゃく どうぞうがん はんじたあぶみ）一双（平安時代）、附:鉄舌長鐙 一双（鎌倉時代）

府指定有形文化財
- 男女神像 二体（馬頭天王・弁才天、平安時代）

### 許波多神社画像 (五ヶ庄)

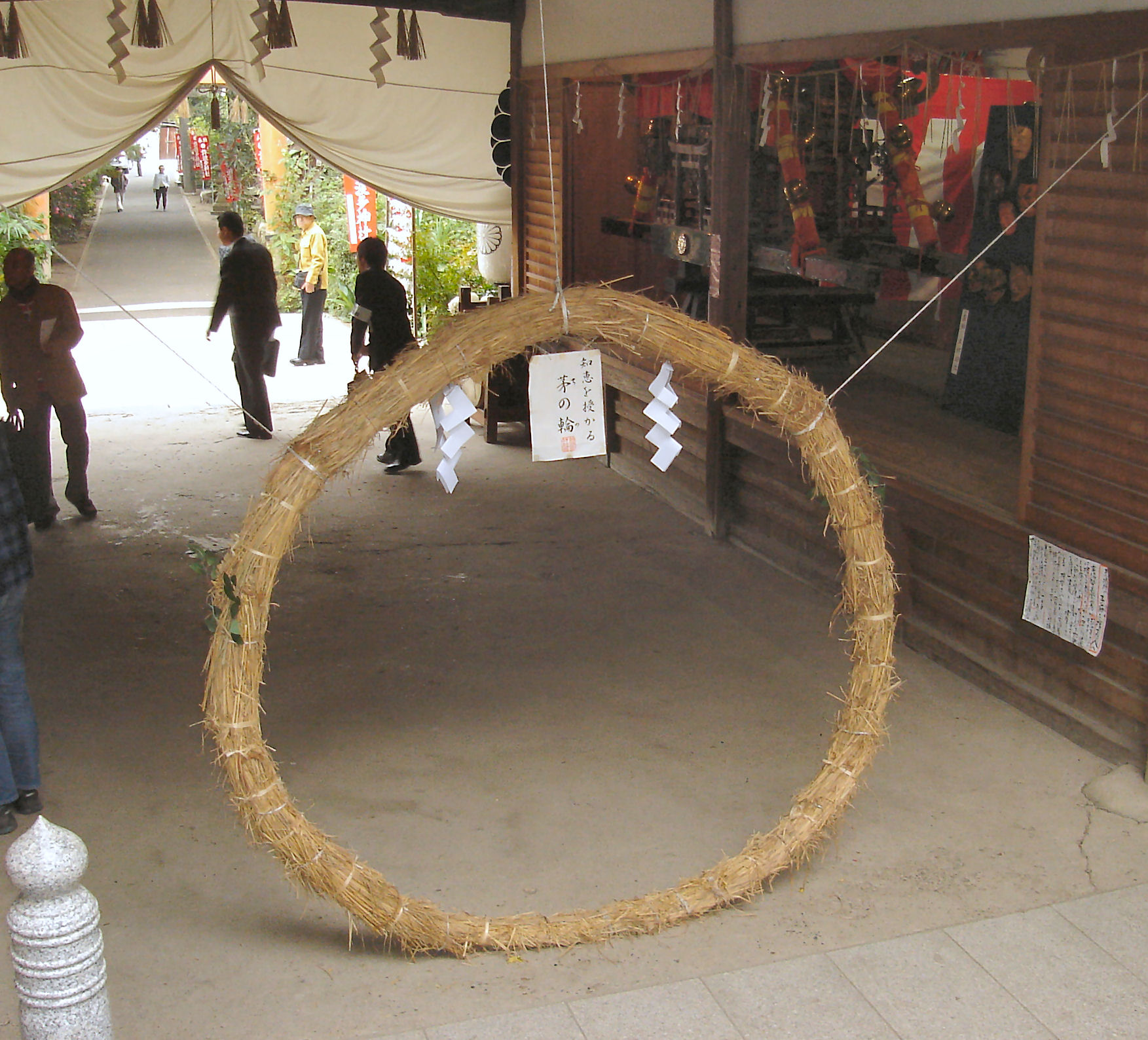
茅の輪
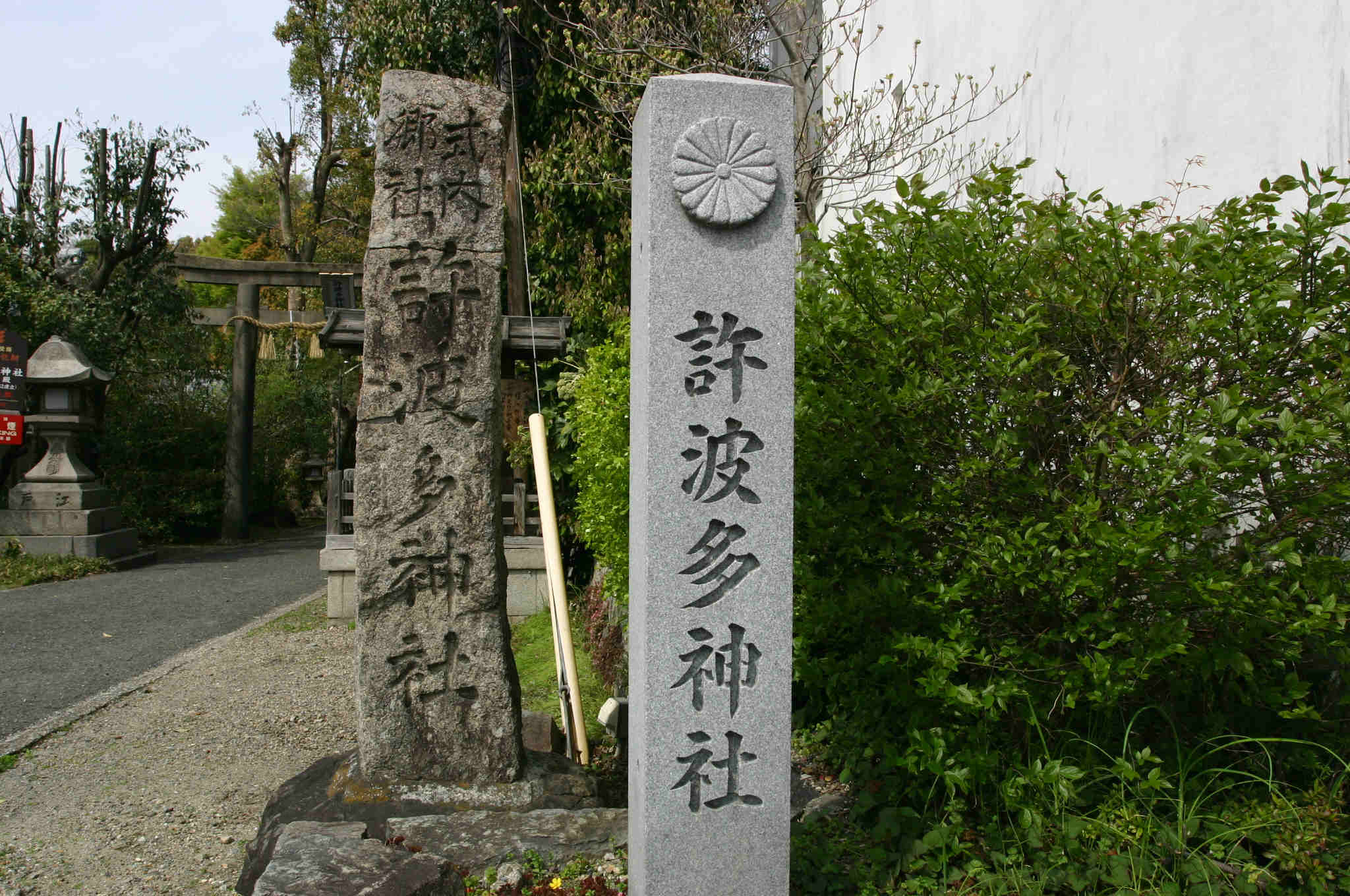
社号石標
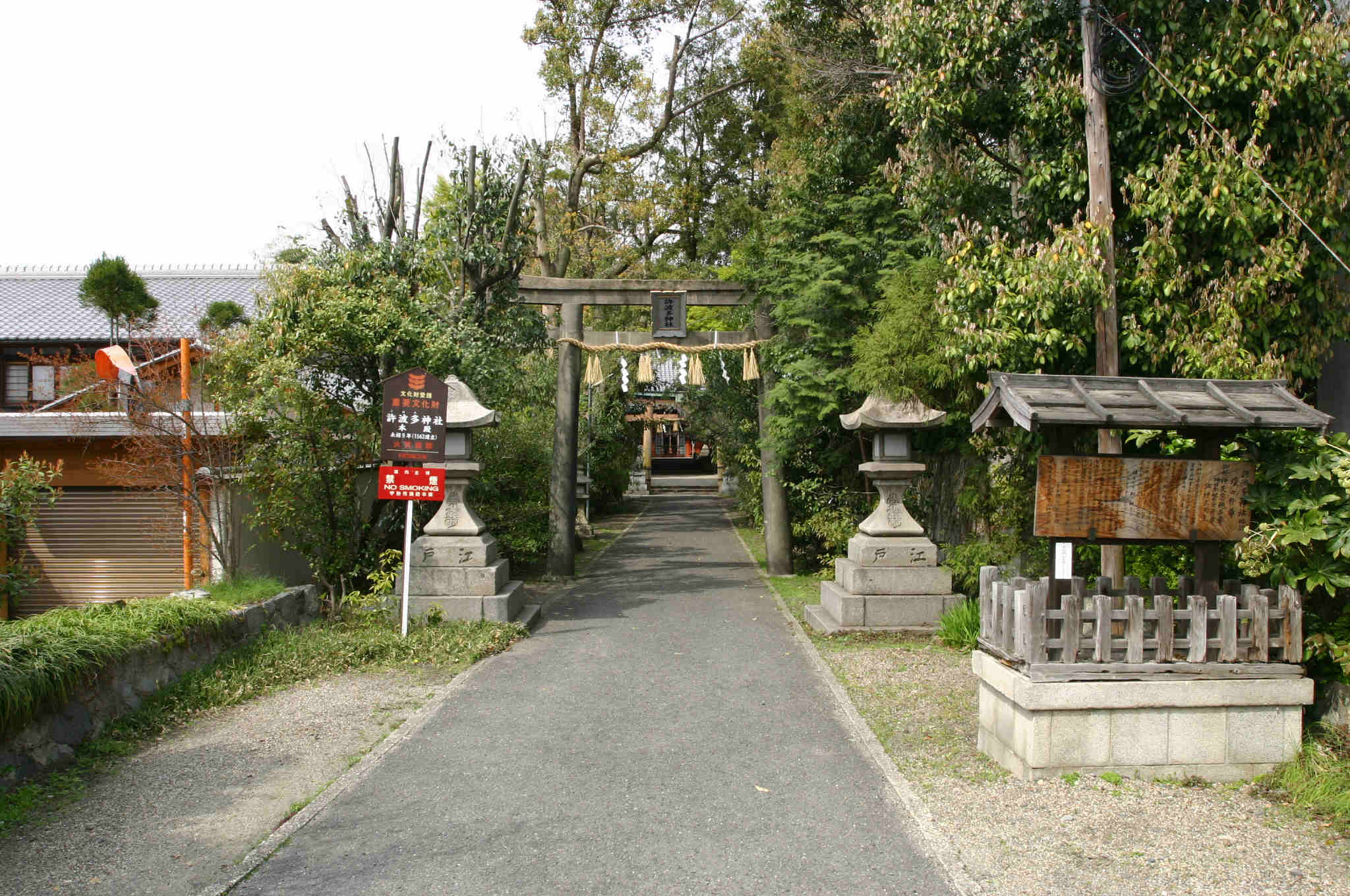
正面から
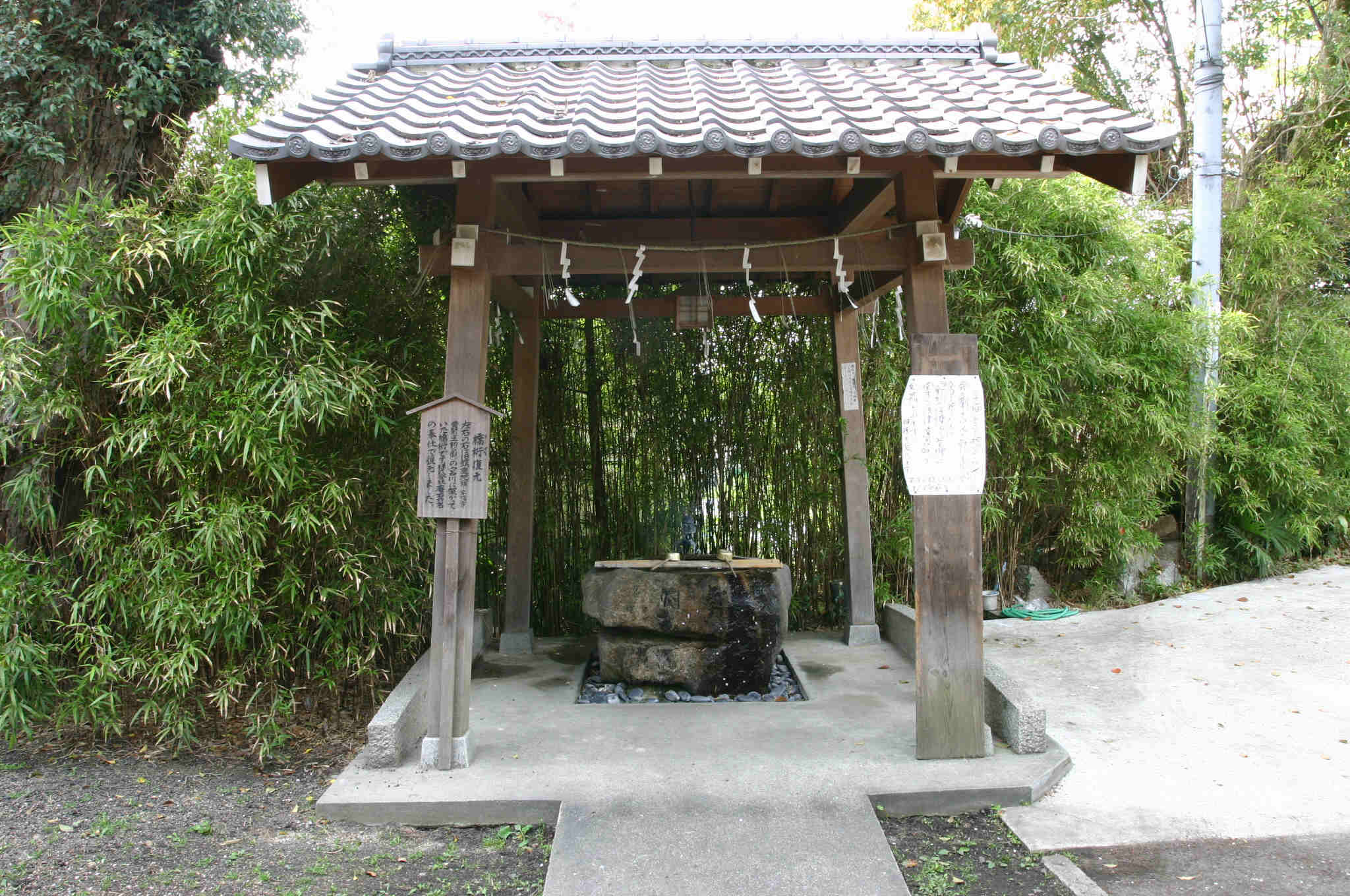
手水舎
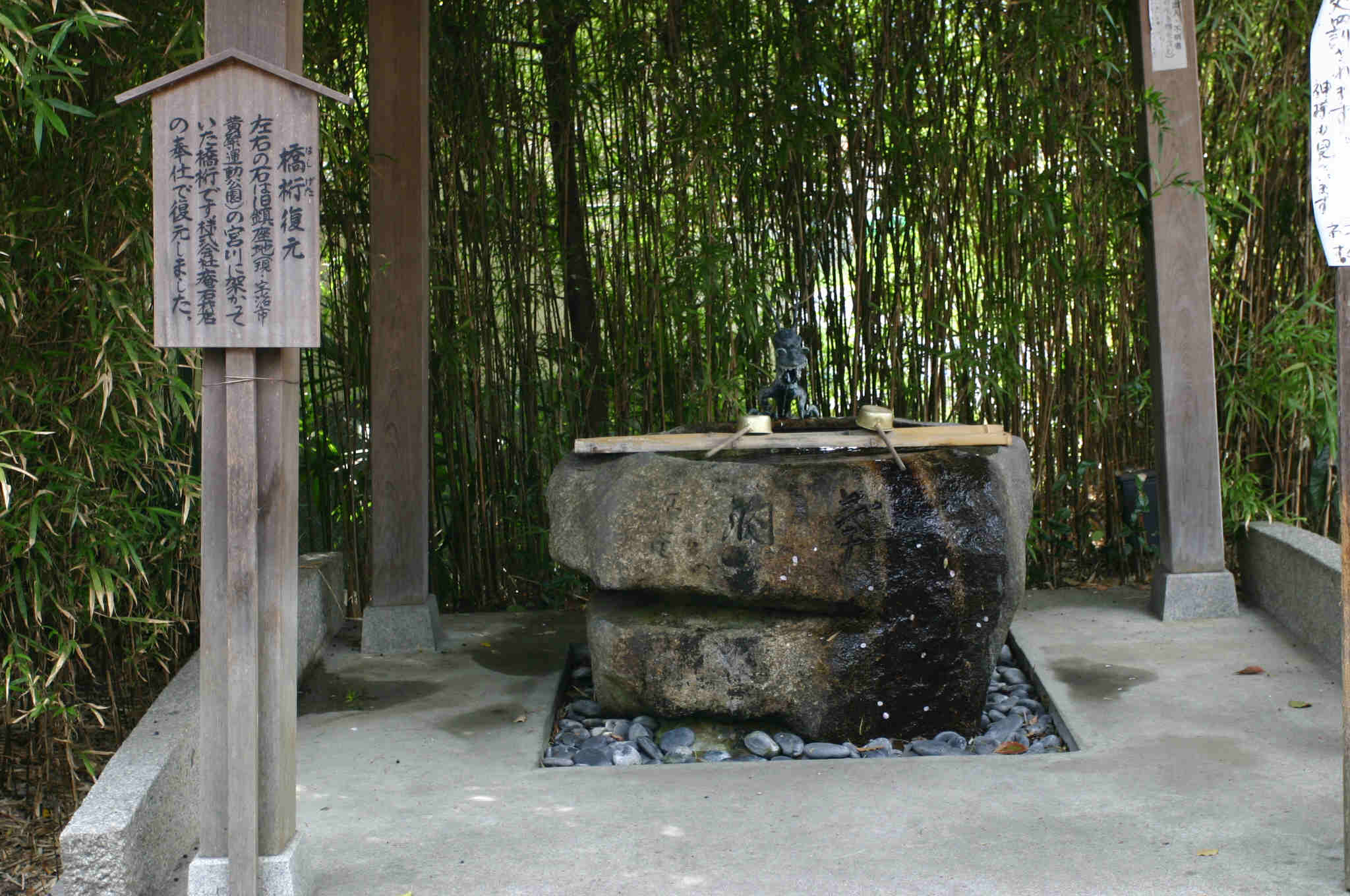
手水舎
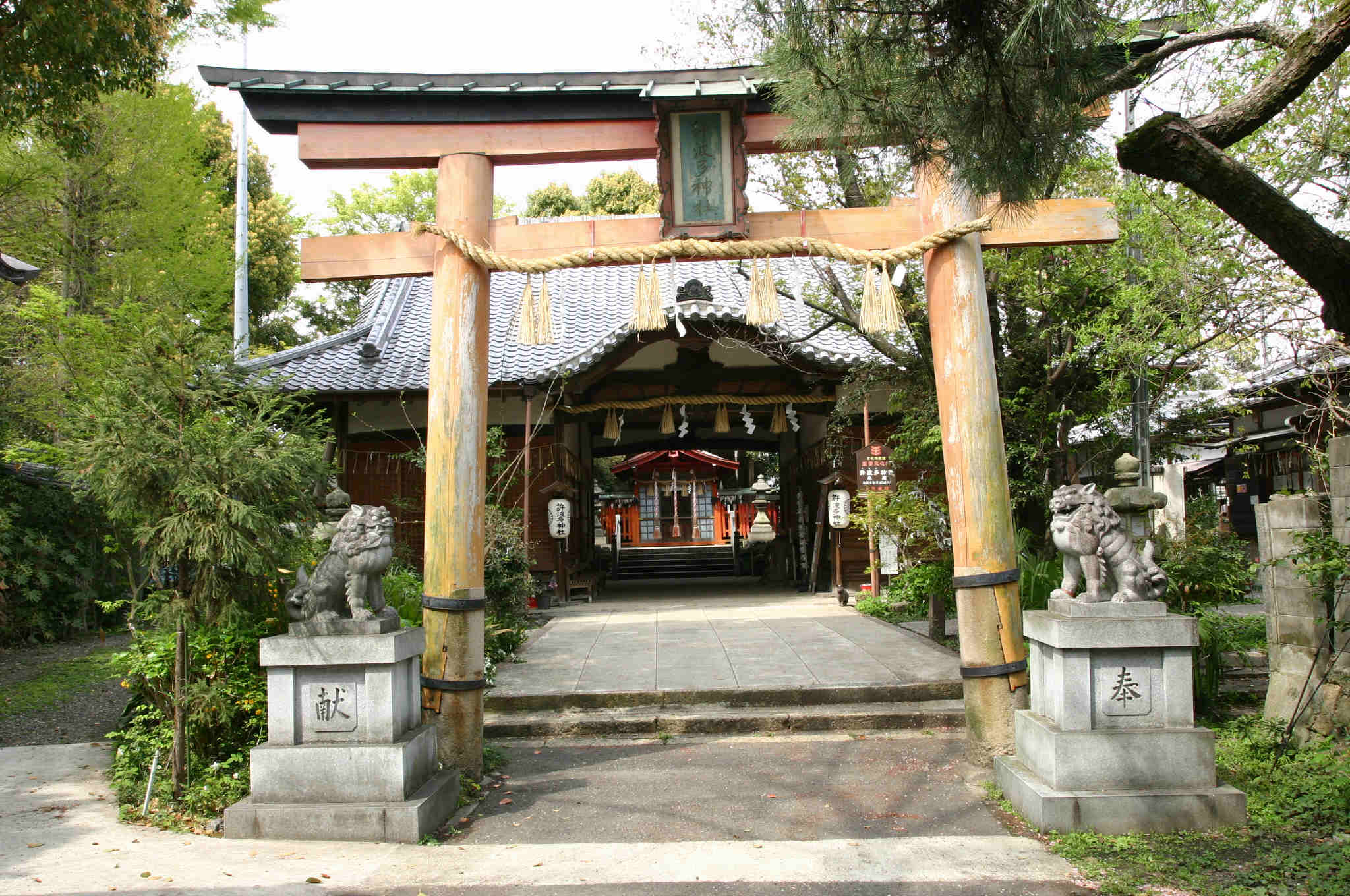
鳥居
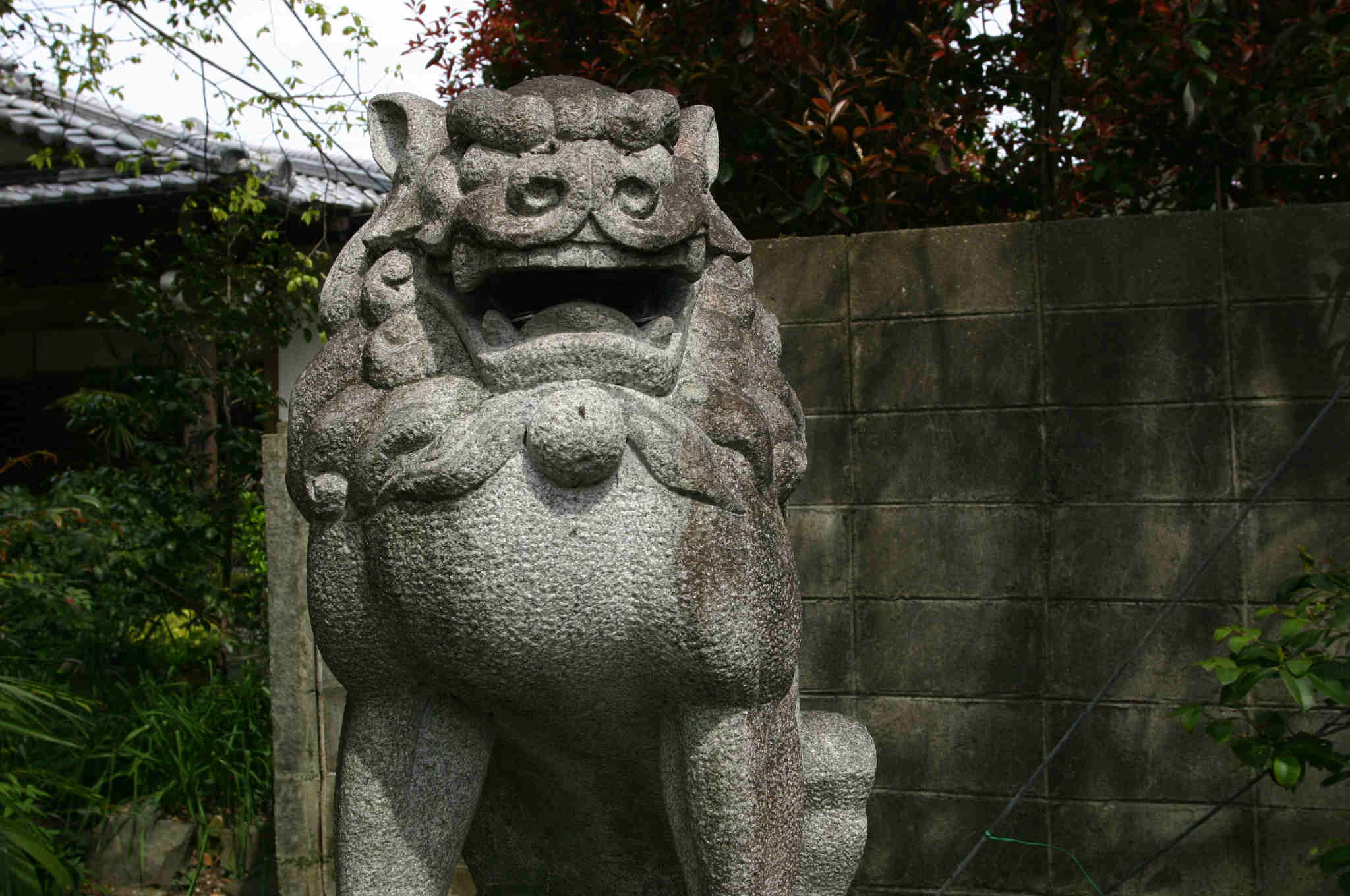
狛犬(右)
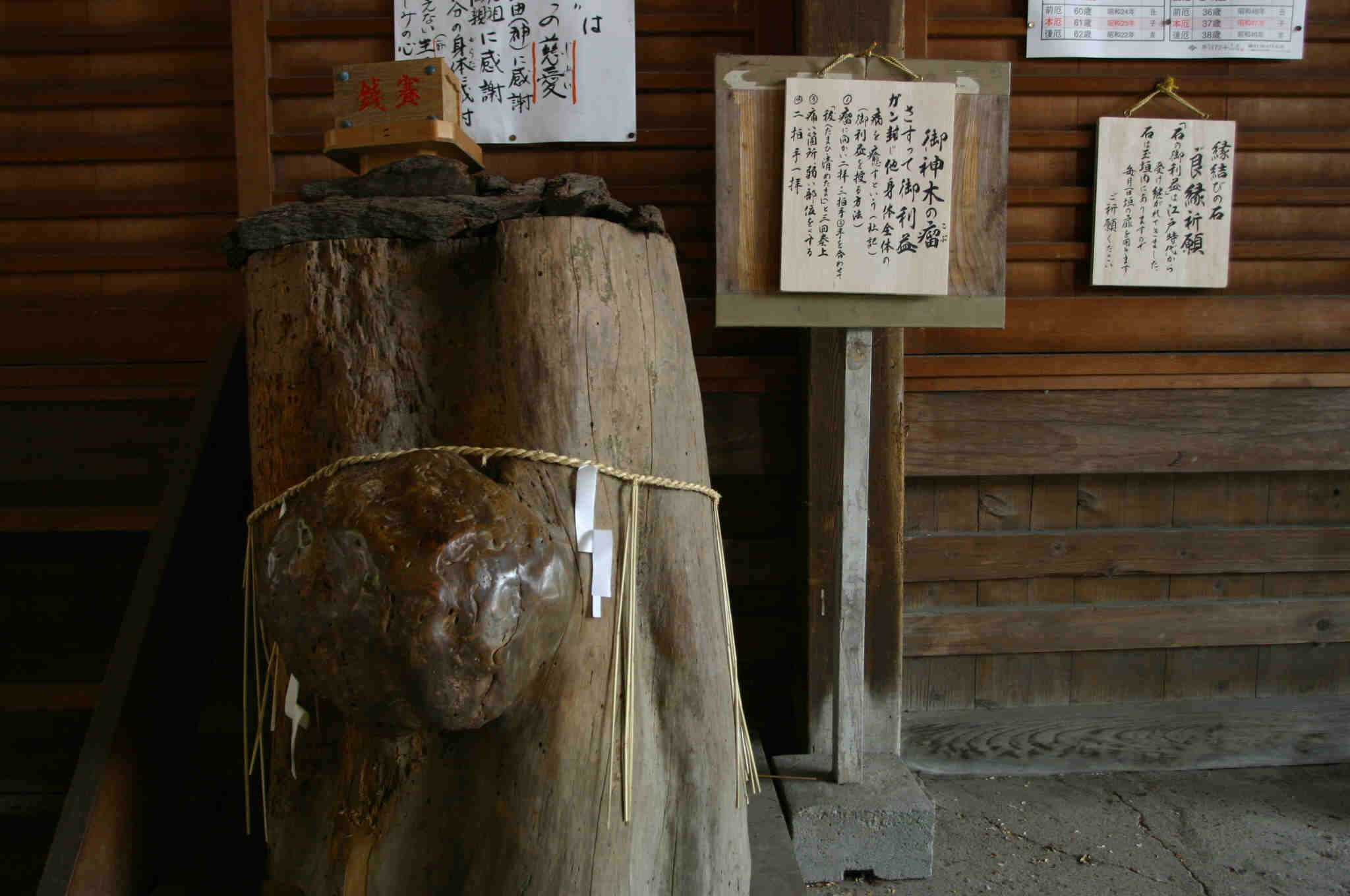
御神木の瘤（こぶ）
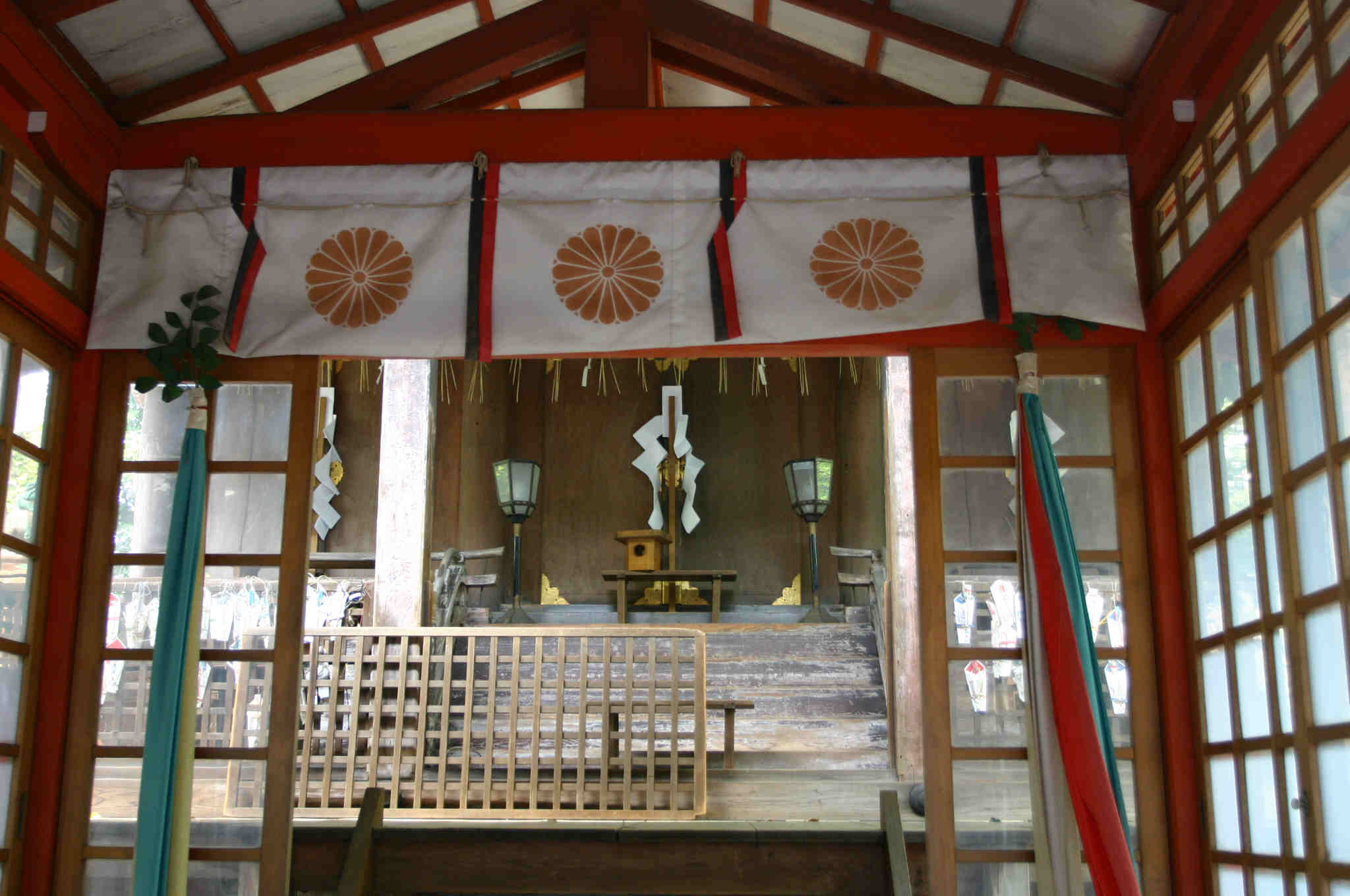
本殿前の拝所
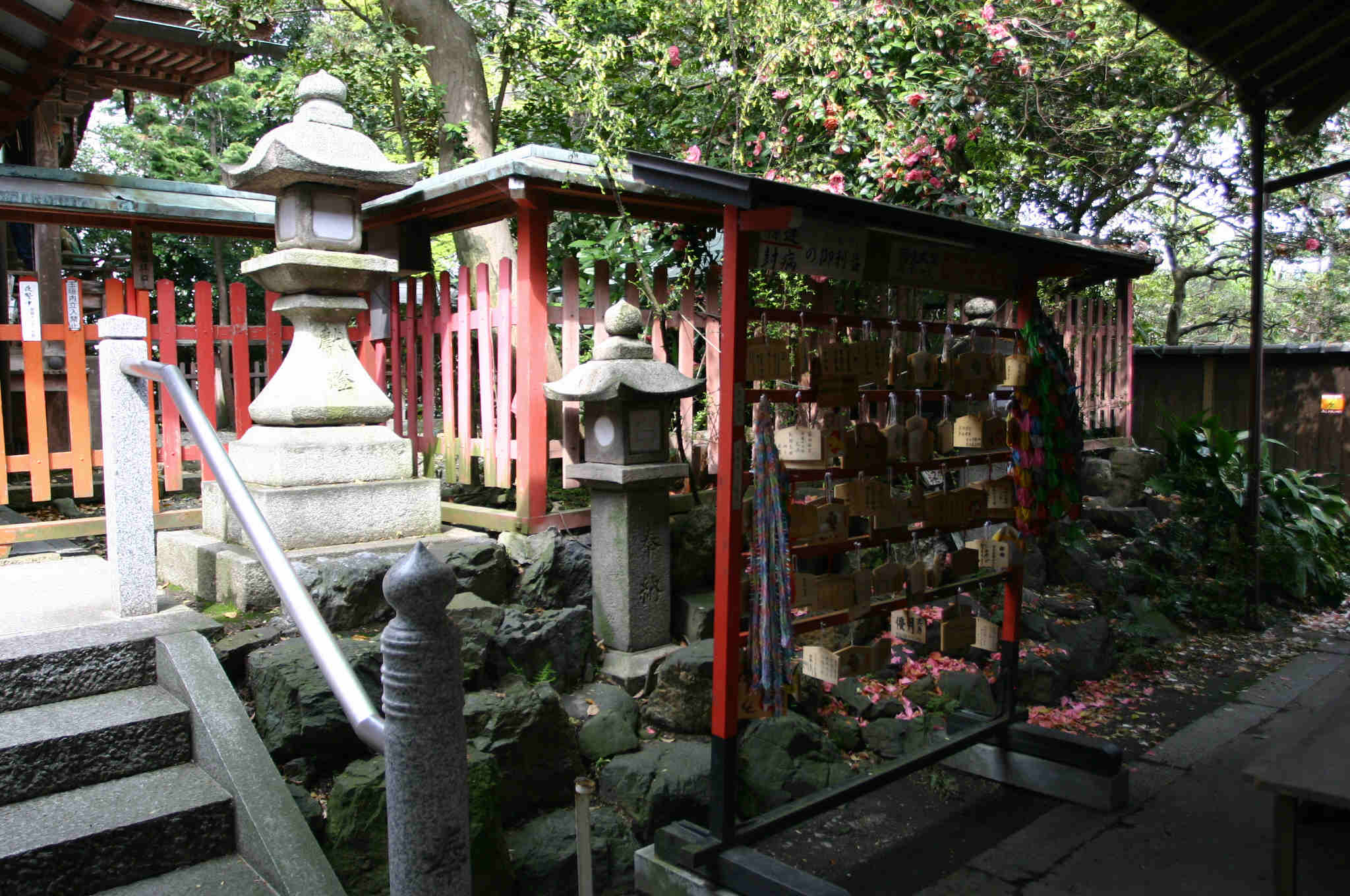
絵馬
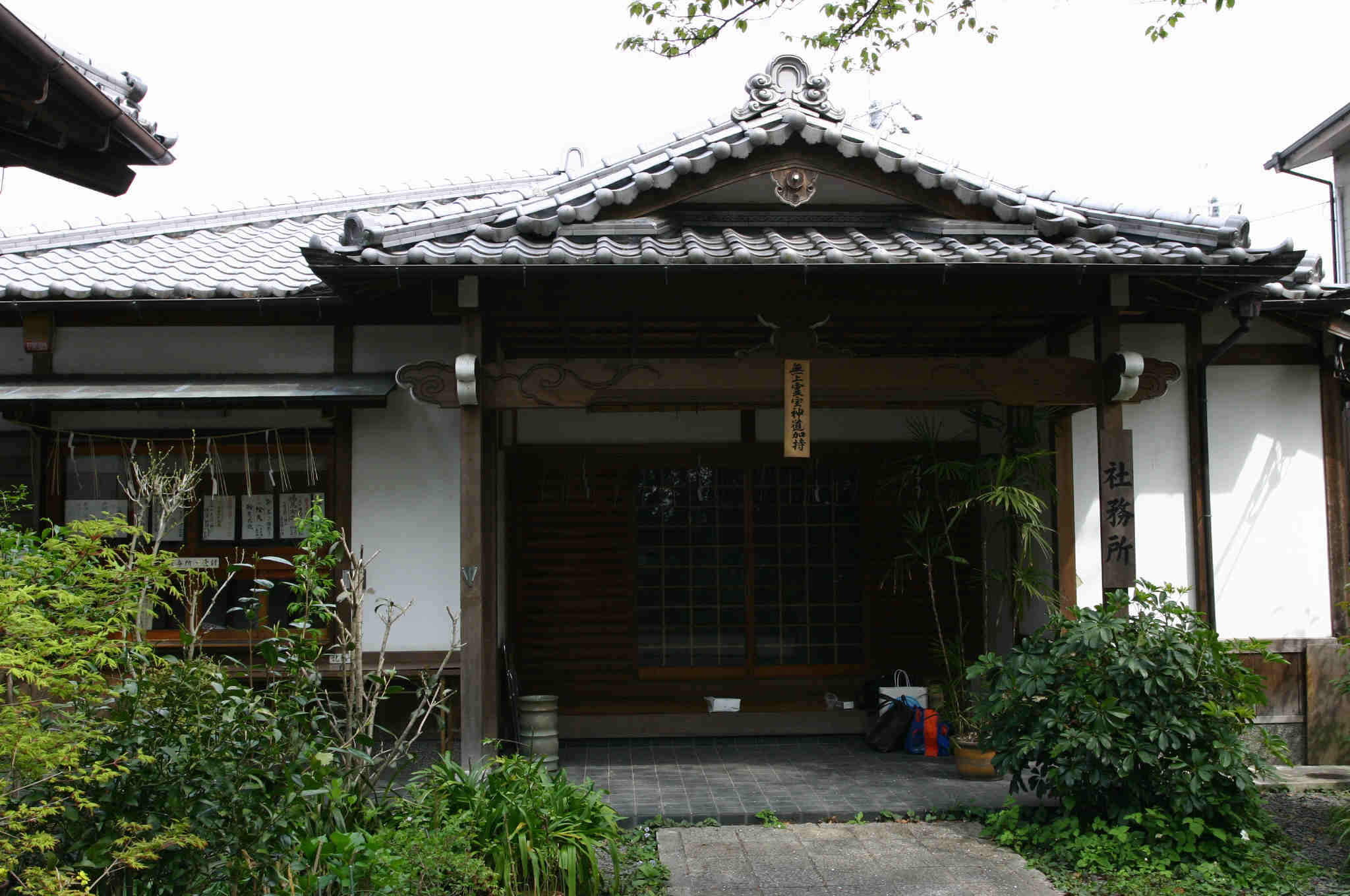
社務所

## 木幡の許波多神社
社伝では、大化元年（645年）、皇極天皇が夢で「吾れ天神故に下土に神陵なし吾が霊を祭祀し給へ」とのお告げを受け、中臣鎌足に命じ木幡荘に社殿を造営させたと伝えられる。壬申の乱を前に大海人皇子が大津宮から吉野に向かう際、社頭に柳の枝を挿して「我に天位を践まば、この柳、芽を出すべし」と戦勝を祈願した。大海人皇子が即位すると柳の枝が芽を出したことから、天皇は霊験を賛えて「柳大明神」の名を贈り、社領を寄進したという。
応保年間(1161-1163)に、柳山から、現在地に分祀されたと伝えられる。
明治41年（1908年）に旧河原村の田中神社を合祀したため、同社の祭神であった天照大御神、天津日子根命も祭神としている。
境内には「狐塚」と呼ばれる宇治陵第36号墳墓があり、藤原基経の墓と伝えられている。

### 境内社
- 市杵島神社
- 稲荷神社
- 愛宕神社
- 八幡宮社
- 天照皇大神宮
- 春日神社

### 許波多神社画像 (木幡)

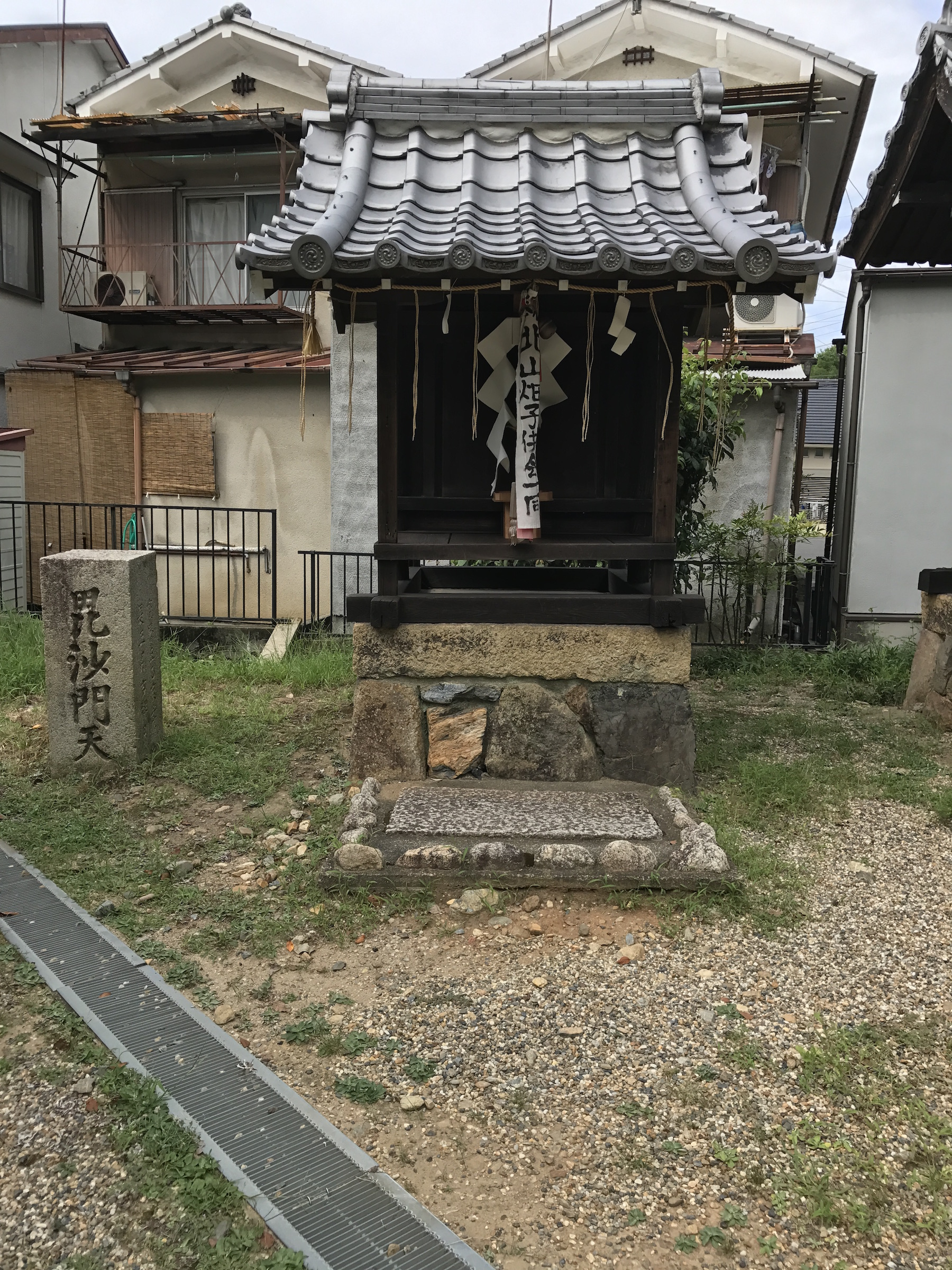
春日神社
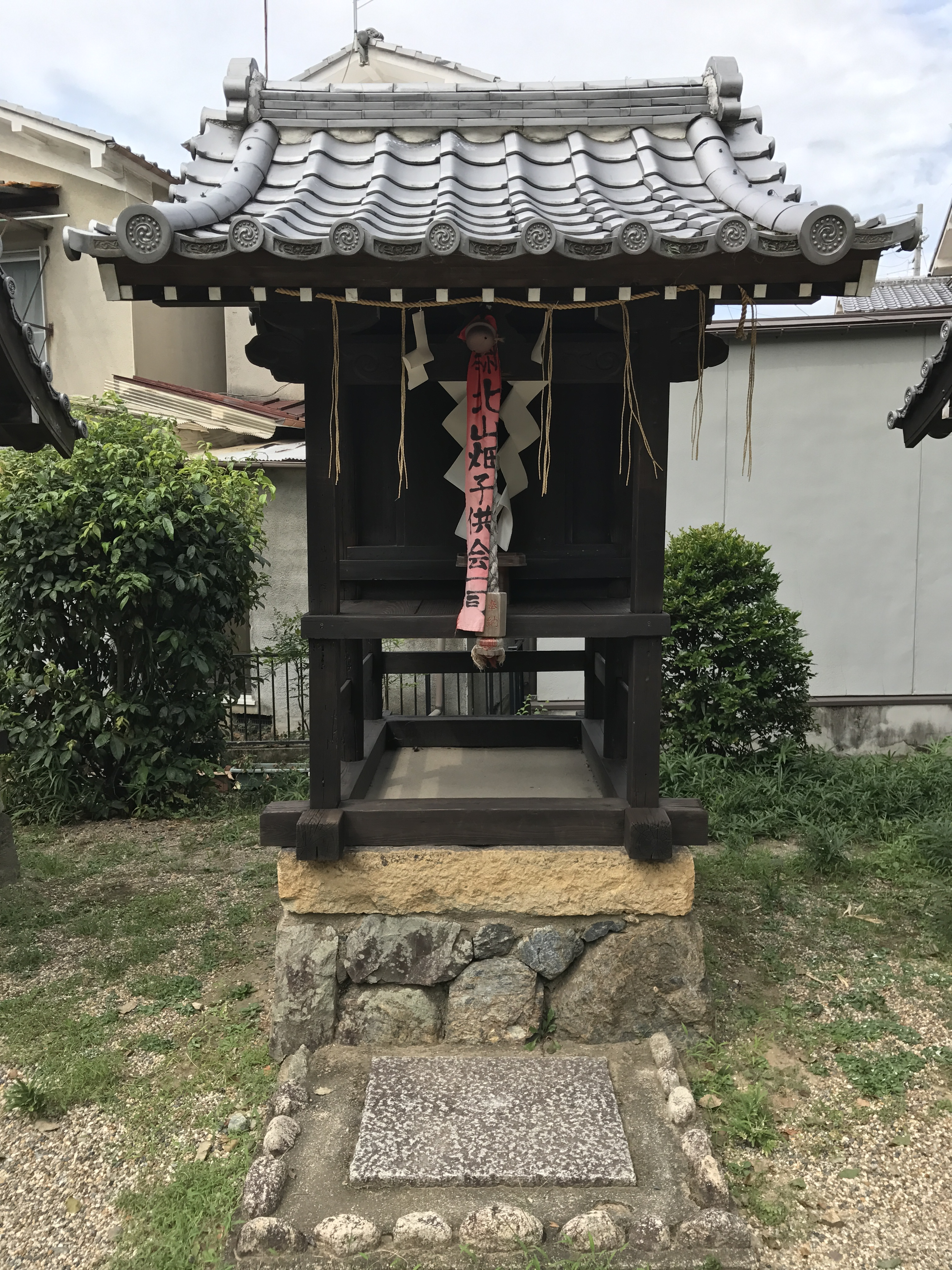
天照皇大神宮
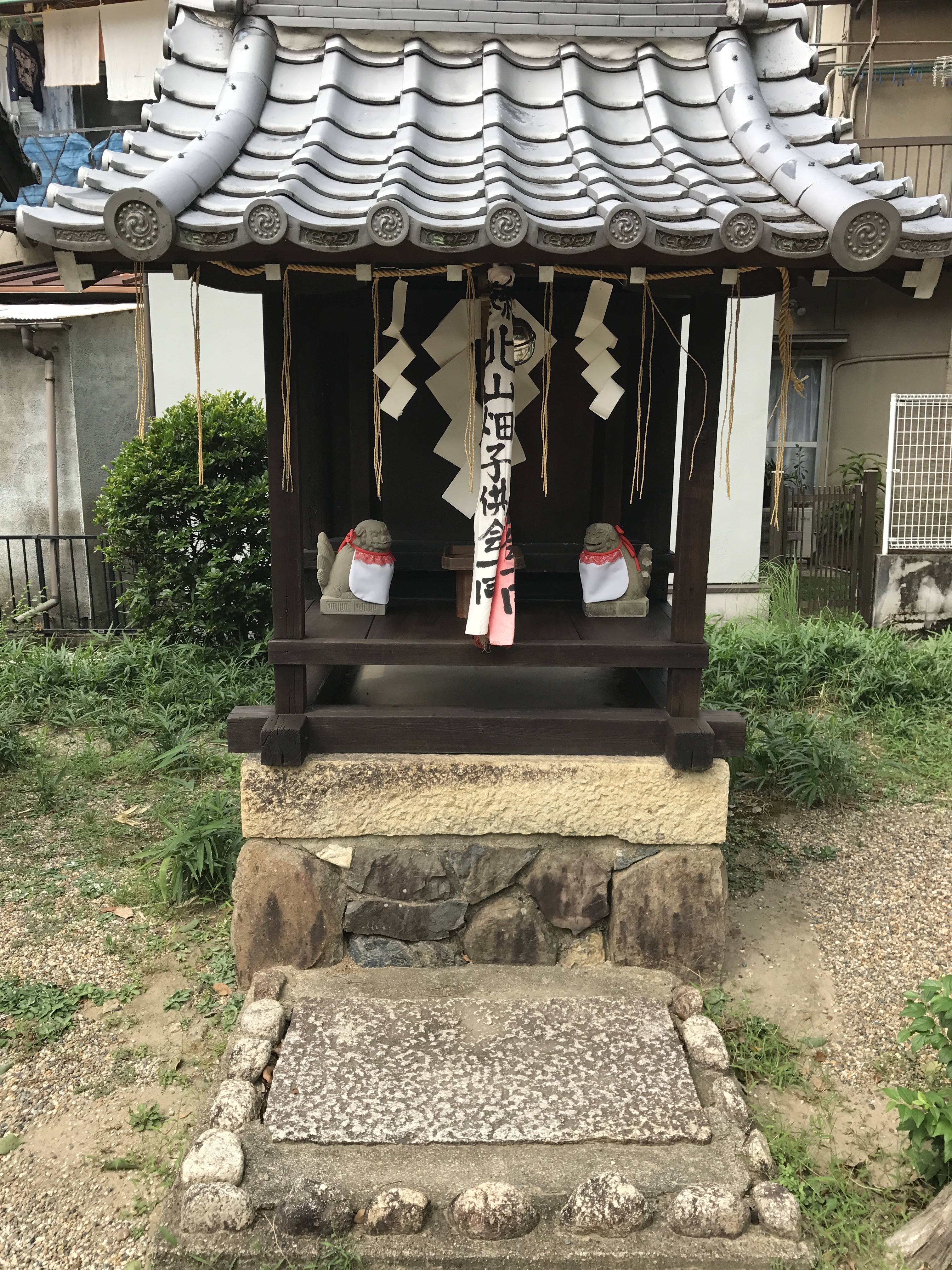
八幡宮社
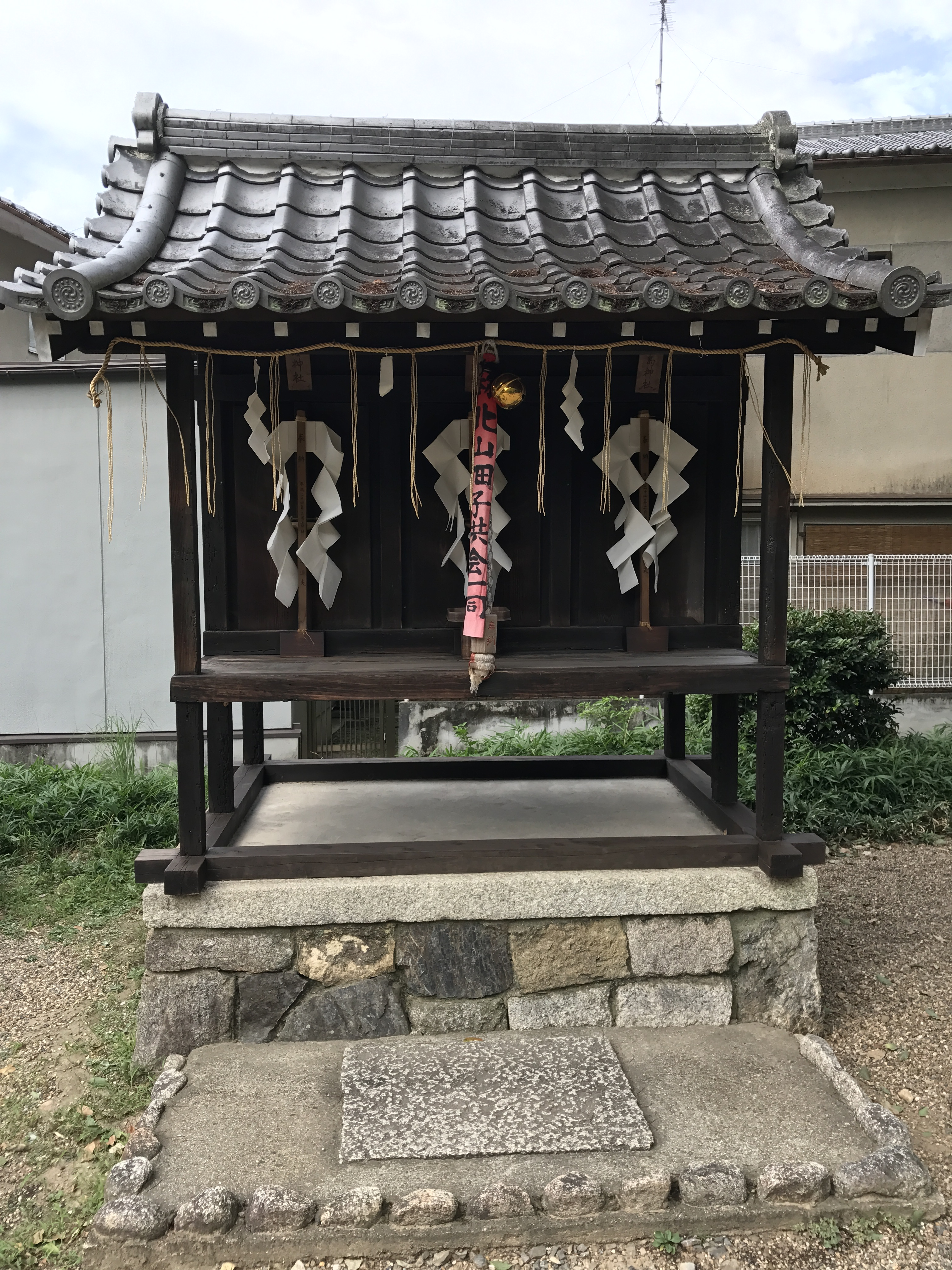
左から、愛宕神社、稲荷神社、市杵島神社
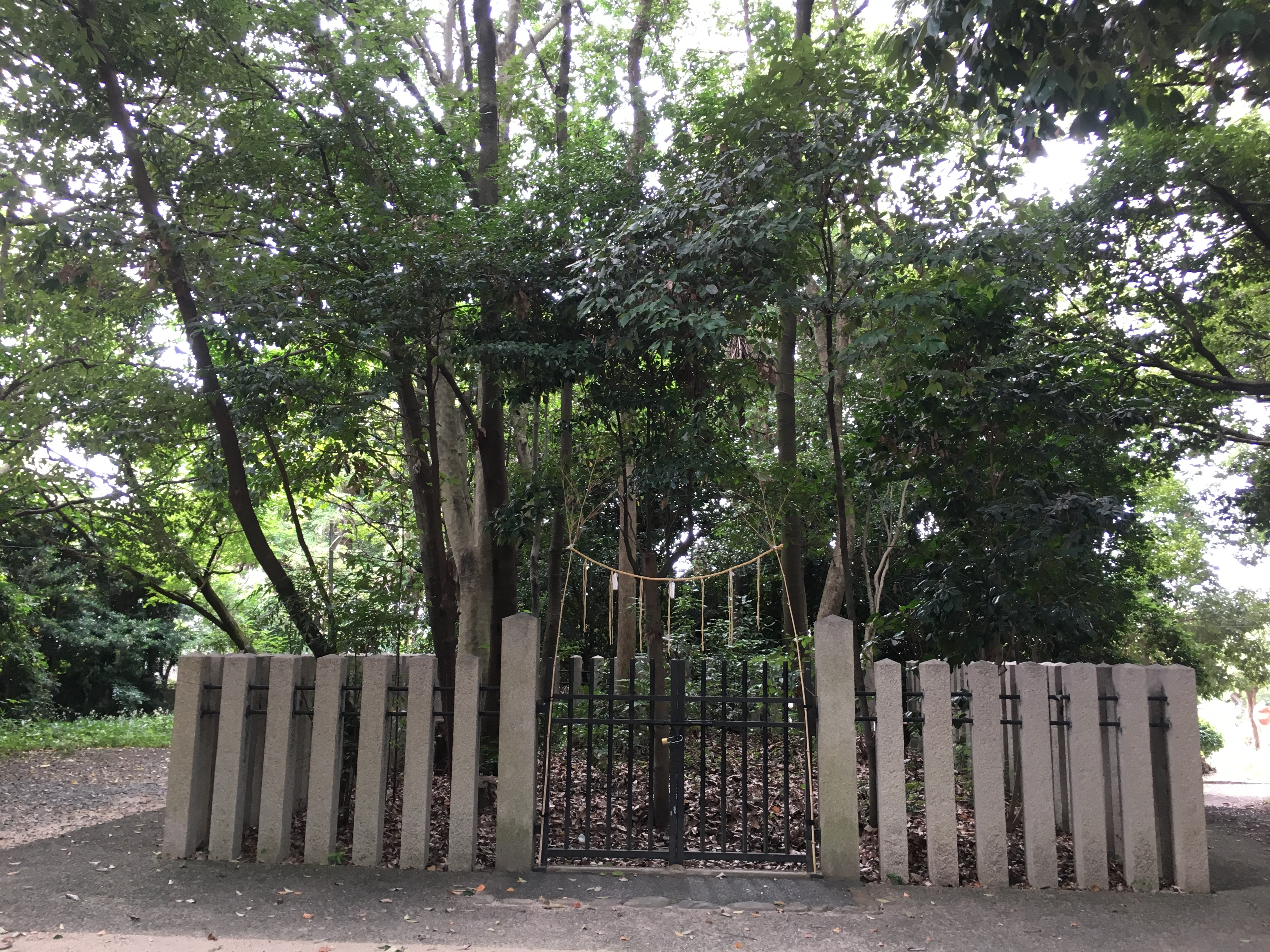
宇治陵第36号墳墓
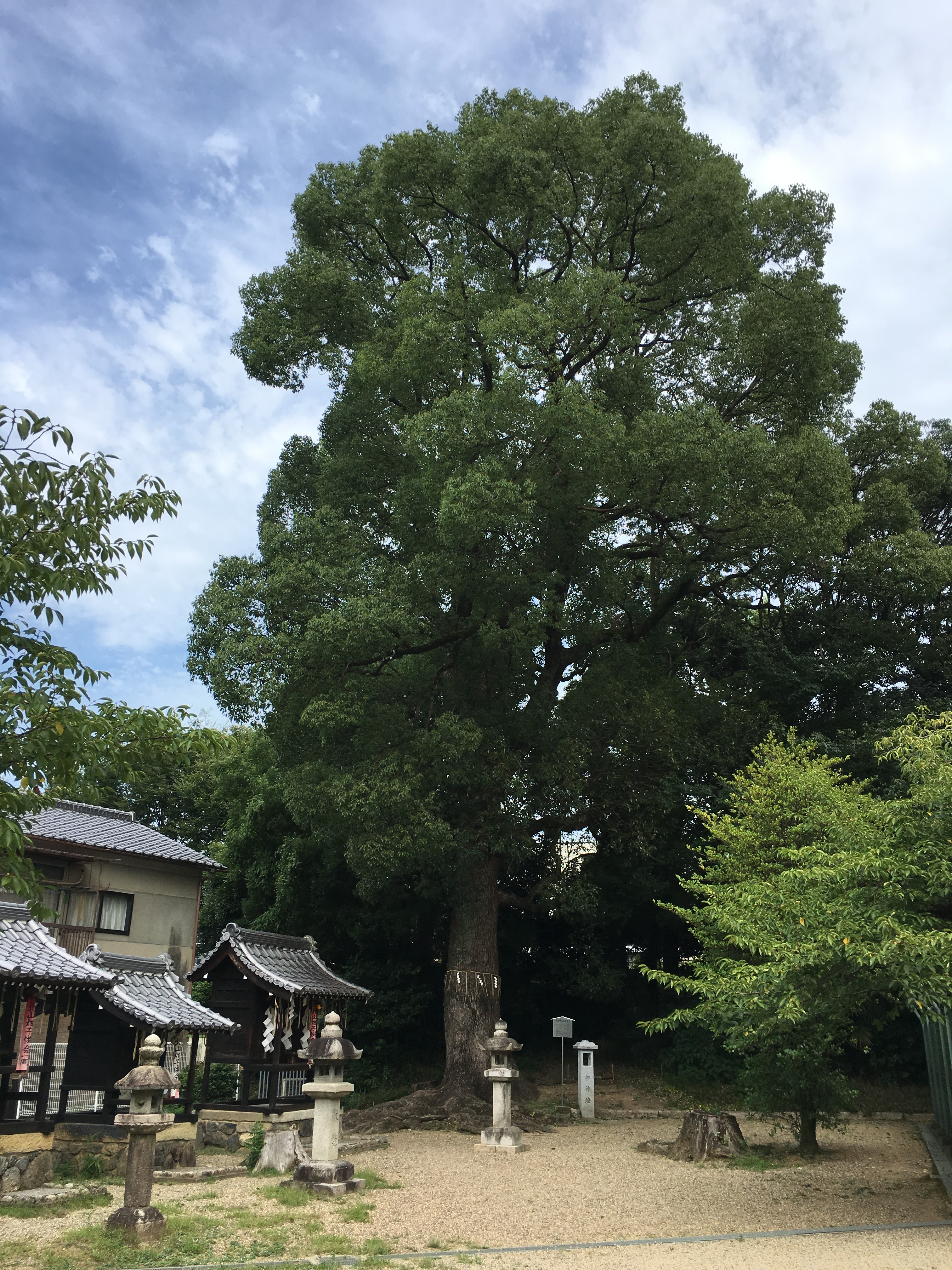
宇治市名木百選「くすのき」高さ22m、幹廻り3.3m、推定樹齢150年、昭和58年3月認定